# Beziehungen zwischen Haiti und den Vereinigten Arabischen Emiraten
Die Beziehungen zwischen Haiti und den Vereinigten Arabischen Emiraten beschreiben das bilaterale Verhältnis zwischen der Republik Haiti einerseits und den Vereinigten Arabischen Emiraten andererseits.

## Geschichte und Stand
Die im Jahr 1804 von Frankreich unabhängig gewordene Republik Haiti und die 1971 vom Vereinigten Königreich in die Unabhängigkeit entlassenen Vereinigten Arabischen Emirate (VAE) nahmen 2009 diplomatische Beziehungen auf.
Die entsprechende gemeinsame Erklärung wurde am 21. Oktober 2009 von den Ständigen Vertretern beider Länder bei den Vereinten Nationen in New York unterzeichnet.
Es wurden keine diplomatischen oder konsularischen Vertretungen im jeweils anderen Land eingerichtet. Die den VAE nächstgelegene Botschaft Haitis ist diejenige in Doha/Katar. Der Botschafter der Vereinigten Arabischen Emirate in Kuba ist in Haiti nebenakkreditiert.
Die VAE trugen zu den internationalen Hilfsmaßnahmen nach dem Erdbeben in Haiti 2010 bei. Die Khalifa bin Zayed Al Nahyan Humanitarian Foundation sandte 500 Tonnen Lebensmittel und Gebrauchsgegenstände als Soforthilfe. Die Regierung arrangierte drei Frachtflüge, mit denen 145 Tonnen medizinische Hilfsgüter nach Haiti gebracht wurden. Es folgte eine Reihe weiterer Maßnahmen wie die Einrichtung eines Feldlazaretts nahe der Grenze zur Dominikanischen Republik, worüber sich der haitianische Präsident René Préval persönlich informierte.
Nach den schweren Verwüstungen, die der Hurrikan Irma im Jahr 2017 in Haiti verursachte, sandten die VAE ein Sonderflugzeug mit 90 Tonnen Hilfsgütern nach Port-au-Prince.
Im Februar 2018 fanden in der Botschaft der VAE in Havanna bilaterale Expertengespräche statt, in denen Möglichkeiten der Zusammenarbeit in Fragen der Informations- und Kommunikationstechnologie sowie der erneuerbaren Energie erörtert wurden.
Wie bereits in der Sitzung des Sicherheitsrats der Vereinten Nationen vom 17. Juni 2022 betonte die Ständige Vertreterin der Vereinigten Arabischen Emirate, Ameirah AlHefeiti in der Sitzung des Gremiums vom 24. Januar 2023 („on the Situation in Haiti“) die Solidarität mit der Regierung und dem Volk von Haiti, die Unterstützung für die Arbeit der Vereinten Nationen in Haiti und die Notwendigkeit der Sanktionsregelung für Haiti, die ein wichtiges Instrument zur Bekämpfung der bandenmäßigen Gewalt in Haiti darstellten.
Anfang Oktober 2024 reiste der haitianische Premierminister Garry Conille in Begleitung von Außenministerin Dominique Dupuy und Vertretern der Forces Armées d’Haïti und der Police Nationale d’Haïti nach Abu Dhabi, um eine regelmäßige Versorgung mit Ausrüstungsgegenständen für die Polizei und das Militär (Drohnen, Panzer, hochentwickelte Gewehre) zu besprechen und damit den Prozess der Wiederherstellung der Sicherheit in Haiti zu beschleunigen.